# Robert Stolz
Robert Elisabeth Stolz (ur. 25 sierpnia 1880 w Grazu, zm. 27 czerwca 1975 w Berlinie) – austriacki kompozytor i dyrygent.

## Życiorys
Syn dyrygenta Jacoba Stolza i pianistki Idy Bondy. Studiował w Wiedniu u Roberta Fuchsa i w Berlinie u Engelberta Humperdincka. Działalność dyrygencką rozpoczął w 1897 roku w Grazu, następnie dyrygował w Marburg an der Drau (1898–1902), Salzburgu (1902–1903) i Berlinie (1903–1905). Od 1907 do 1924 roku był dyrygentem Theater an der Wien, podczas pobytu w Wiedniu odniósł sukces jako autor operetek i pieśni. Od 1924 roku przebywał w Berlinie, gdzie komponował muzykę do filmów. W 1936 roku zmuszony przez nazistów do opuszczenia Niemiec, a w 1938 roku Austrii. Pomógł wydostać się z III Rzeszy wielu Żydom, opuszczając Austrię skomponował w formie żartu marsz żałobny dla Adolfa Hitlera.
Po opuszczeniu w 1938 roku Austrii wyjechał do Paryża, a w 1940 roku do Stanów Zjednoczonych, gdzie działał jako kompozytor muzyki filmowej w Hollywood. W 1946 roku wrócił do Wiednia, kontynuując działalność kompozytorską i dyrygencką. Dokonał nagrań płytowych dla wytwórni Ariola Eurodisc.
Wspólnie z autorem tekstu Ernstem Marischką napisał dla Jana Kiepury piosenkę Ob blond, ob braun, ich liebe alle Frau’n!, polskie tłumaczenie: Brunetki, blondynki, z tekstem Michała Halicza.

## Twórczość
Był autorem przeszło 60 operetek, w tym Die lustigen Weiber von Wien (1909), Das Glücksmädel (1910), Das Lumperl (1915), Lang, lang, ist’s her (1917), Die Tanzgräfin (1921), Mädi (1923), Ein Ballroman oder Der Kavalier von zehn bis vier (1924), Eine einzige Nacht (1927), Peppina (1931), Wenn die kleinen Veilchen bluhen (1932), Venus im Seide (1932), Der verlorene Walzer (1933), Gruzi (1934), Frühling im Prater (1949), Karneval in Wien (1950), Trauminsel (1962), Frühjars-Parade (1964). Ponadto skomponował muzykę do około 100 filmów i prawie 2000 pieśni.

## Odznaczenia
- Wielki Krzyż Zasługi Orderu Zasługi Republiki Federalnej Niemiec (RFN, 1963)[4]
- Order Jugosłowiańskiej Flagi I Klasy (Jugosławia, 1967)[4]
- Komandor Orderu Oranje-Nassau (Holandia, 1969)[4]
- Komandor Orderu Korony (Belgia, 1969)[4]
- Krzyż Honorowy I Klasy za Naukę i Sztukę (Austria, 1971)[4]